# Water-polo aux Jeux olympiques
Le water-polo, discipline des sports aquatiques avec la natation sportive, le plongeon et la natation synchronisée, est au programme des Jeux olympiques d'été depuis 1900 à Paris. Le tournoi féminin fit quant à lui son entrée cent ans plus tard, aux Jeux de Sydney en 2000.

## Historique
Chronologiquement, le water-polo et le rugby à XV sont les deux premiers sports collectifs à faire partie du programme des Jeux olympiques modernes. Ils ont été présentés à l'occasion des deuxièmes Jeux à Paris en 1900.

### 1900-1920: la domination britannique
Lors des deux premières éditions, ce sont des équipes de clubs qui s'affrontent. En 1900, l'équipe britannique de l'Osborne Swimming Club remporte le 1er tournoi olympique du nom. Quatre ans plus tard, dans une compétition regroupant uniquement des équipes américaines, les nageurs du New York Athletic Club remportent la finale face à la Chicago Athletic Association. À partir de 1908, seules les équipes nationales participent à la compétition. C'est ainsi que le Royaume-Uni remporte les éditions de 1908, 1912 et 1920. 

### 1932-1964: le règne hongrois
Les Jeux compris entre 1932 et 1964 voient la domination de l'équipe de Hongrie qui décroche 5 titres en 7 éditions. Les Hongrois sont même sur le podium durant 12 Olympiades consécutives, entre l'argent de 1928 et le bronze de 1980. La période est également marquée par l'émergence d'une autre grande nation du water-polo, l'Italie, qui s'adjuge notamment l'or en 1948 et 1960.
Aux Jeux de Melbourne en 1956, le tournoi de water-polo est bouleversé par la demi-finale houleuse entre la Hongrie et l'Union soviétique, surnommé « le Bain de sang de Melbourne ». À l'occasion d'un règlement de comptes parfois très violent entre les deux équipes, l'arbitre dut arrêter la rencontre avant la fin, et la police dut intervenir pour calmer les spectateurs. Les heurts furent si violents que l'eau de la piscine fut rougie par le sang des joueurs. Ces incidents furent mis en corrélation avec le contexte politique de l'époque, 3 semaines après que l'armée soviétique eut envahi le sol hongrois. Peu après le match, le Hongrois Ervin Zádor déclara : « Nous pensions que nous ne jouions pas seulement pour nous-mêmes mais pour tous les Hongrois. Ce match était la seule manière de nous battre ». Quelques jours plus tard, la Hongrie remporta le titre olympique.

### Depuis 2000
Les années 2000 ont vu le retour en force de la Hongrie : absente des podiums depuis 1980, elle remporte trois titres consécutifs en 2000, 2004 et 2008.
Les femmes font leurs débuts olympiques à Sydney, cent ans après leurs homologues masculins. À domicile, l'Australie y décroche le premier titre féminin de l'Histoire.

## Palmarès

### Hommes
| Édition | Année | Hôte(s)        |                        | Vainqueur                             | Finaliste                    | Troisième |
| ------- | ----- | -------------- | ---------------------- | ------------------------------------- | ---------------------------- | --------- |
| 1re     | 1900  | Paris          | Osborne Swimming Club  | Brussels Swimming and Water-Polo Club | Pupilles de Neptune de Lille |           |
| 1re     | 1900  | Paris          | Osborne Swimming Club  | Brussels Swimming and Water-Polo Club | Libellule de Paris           |           |
| 2e      | 1904  | Saint-Louis    | New York Athletic Club | Chicago Athletic Association          | Missouri Athletic Club       |           |
| 3e      | 1908  | Londres        | Grande-Bretagne (1)    | Belgique                              | Suède                        |           |
| 4e      | 1912  | Stockholm      | Grande-Bretagne (2)    | Suède                                 | Belgique                     |           |
| 5e      | 1920  | Anvers         | Grande-Bretagne (3)    | Belgique                              | Suède                        |           |
| 6e      | 1924  | Paris          | France                 | Belgique                              | États-Unis                   |           |
| 7e      | 1928  | Amsterdam      | Allemagne              | Hongrie                               | France                       |           |
| 8e      | 1932  | Los Angeles    | Hongrie (1)            | Allemagne                             | États-Unis                   |           |
| 9e      | 1936  | Berlin         | Hongrie (2)            | Allemagne                             | Belgique                     |           |
| 10e     | 1948  | Londres        | Italie (1)             | Hongrie                               | Pays-Bas                     |           |
| 11e     | 1952  | Helsinki       | Hongrie (3)            | Yougoslavie                           | Italie                       |           |
| 12e     | 1956  | Melbourne      | Hongrie (4)            | Yougoslavie                           | Union soviétique             |           |
| 13e     | 1960  | Rome           | Italie (2)             | Union soviétique                      | Hongrie                      |           |
| 14e     | 1964  | Tokyo          | Hongrie (5)            | Yougoslavie                           | Union soviétique             |           |
| 15e     | 1968  | Mexico         | Yougoslavie (1)        | Union soviétique                      | Hongrie                      |           |
| 16e     | 1972  | Munich         | Union soviétique (1)   | Hongrie                               | États-Unis                   |           |
| 17e     | 1976  | Montréal       | Hongrie (6)            | Italie                                | Pays-Bas                     |           |
| 18e     | 1980  | Moscou         | Union soviétique (2)   | Yougoslavie                           | Hongrie                      |           |
| 19e     | 1984  | Los Angeles    | Yougoslavie (2)        | États-Unis                            | Allemagne de l'Ouest         |           |
| 20e     | 1988  | Séoul          | Yougoslavie (3)        | États-Unis                            | Union soviétique             |           |
| 21e     | 1992  | Barcelone      | Italie (3)             | Espagne                               | Équipe unifiée de l'ex-URSS  |           |
| 22e     | 1996  | Atlanta        | Espagne                | Croatie                               | Italie                       |           |
| 23e     | 2000  | Sydney         | Hongrie (7)            | Russie                                | Yougoslavie                  |           |
| 24e     | 2004  | Athènes        | Hongrie (8)            | Serbie-et-Monténégro                  | Russie                       |           |
| 25e     | 2008  | Pékin          | Hongrie (9)            | États-Unis                            | Serbie                       |           |
| 26e     | 2012  | Londres        | Croatie                | Italie                                | Serbie                       |           |
| 27e     | 2016  | Rio de Janeiro | Serbie                 | Croatie                               | Italie                       |           |
| 28e     | 2020  | Tokyo          | Serbie (2)             | Grèce                                 | Hongrie                      |           |
| 29e     | 2024  | Paris          | Serbie (3)             | Croatie                               | États-Unis                   |           |

### Femmes
| 1re | 2000 | Sydney         | Australie  | 4 – 3  | États-Unis | Russie     | 4 – 3   | Pays-Bas   |
| 2e  | 2004 | Athènes        | Italie     | 10 – 9 | Grèce      | États-Unis | 6 – 5   | Australie  |
| 3e  | 2008 | Pékin          | Pays-Bas   | 9 – 8  | États-Unis | Australie  | 12 – 11 | Hongrie    |
| 4e  | 2012 | Londres        | États-Unis | 8 – 5  | Espagne    | Australie  | 13 – 11 | Hongrie    |
| 5e  | 2016 | Rio de Janeiro | États-Unis | 12 – 5 | Italie     | Russie     | 19 – 18 | Hongrie    |
| 6e  | 2020 | Tokyo          | États-Unis | 14 – 5 | Espagne    | Hongrie    | 11 – 9  | ROC        |
| 7e  | 2024 | Paris          | Espagne    | 11 – 9 | Australie  | Pays-Bas   | 11 – 10 | États-Unis |

## Légendes olympiques
Onze joueurs ont remporté 3 médailles d'or aux Jeux olympiques :
- George Wilkinson en 1900, 1908 et 1912
- Paul Radmilovic en 1900, 1908 et 1912
- Charles Sydney Smith en 1908, 1912 et 1920
- Dezso Gyarmati en 1952, 1956 et 1964 (2e en 1948, 3e en 1960)
- Gyorgy Karpati en 1952, 1956 et 1964
- Tamas Kasas en 2000, 2004 et 2008
- Peter Biros en 2000, 2004 et 2008
- Tamas Molnar en 2000, 2004 et 2008
- Gergely Kiss en 2000, 2004 et 2008
- Tibor Benedek en 2000, 2004 et 2008
- Zoltan Szecsi en 2000, 2004 et 2008

## Tableau des médailles
Tableau mis à jour après les Jeux olympiques de 2024.
| Rang  | Nation               | Or | Argent | Bronze | Total |
| ----- | -------------------- | -- | ------ | ------ | ----- |
| 1     | Hongrie              | 9  | 3      | 5      | 17    |
| 2     | États-Unis           | 4  | 6      | 6      | 16    |
| 3     | Italie               | 4  | 3      | 3      | 10    |
| 4     | Grande-Bretagne      | 4  | 0      | 0      | 4     |
| 5     | Yougoslavie          | 3  | 4      | 1      | 8     |
| 6     | Serbie               | 3  | 0      | 2      | 5     |
| 7     | Espagne              | 2  | 3      | 0      | 5     |
| 8     | Union Soviétique     | 2  | 2      | 3      | 7     |
| 9     | Croatie              | 1  | 3      | 0      | 4     |
| 10    | Allemagne            | 1  | 2      | 0      | 3     |
| 11    | Australie            | 1  | 1      | 2      | 4     |
| 12    | France               | 1  | 0      | 3      | 4     |
| 12    | Pays-Bas             | 1  | 0      | 3      | 4     |
| 14    | Belgique             | 0  | 4      | 2      | 6     |
| 15    | Grèce                | 0  | 2      | 0      | 2     |
| 16    | Russie               | 0  | 1      | 3      | 4     |
| 17    | Suède                | 0  | 1      | 2      | 3     |
| 18    | Serbie et Monténégro | 0  | 1      | 0      | 1     |
| 19    | Allemagne de l'Ouest | 0  | 0      | 1      | 1     |
| 19    | Équipe unifiée       | 0  | 0      | 1      | 1     |
| Total | Total                | 36 | 36     | 37     | 109   |